# Parigi-Roubaix 2009
La Parigi-Roubaix 2009, centosettesima edizione della corsa, si svolse il 12 aprile 2009 lungo un percorso di 259 km, da Compiègne a Roubaix (Francia), comprendente 27 tratti di pavé, e venne vinta dal belga Tom Boonen.

## Squadre e corridori partecipanti
| N.      | Cod. | Squadra                 |
| ------- | ---- | ----------------------- |
| 1-8     | QST  | Quick Step              |
| 11-18   | SAX  | Team Saxo Bank          |
| 21-28   | LAM  | Lampre-N.G.C.           |
| 31-38   | GRM  | Team Garmin-Slipstream  |
| 41-48   | SIL  | Silence-Lotto           |
| 51-58   | THR  | Team Columbia-High Road |
| 61-68   | FDJ  | Française des Jeux      |
| 71-78   | RAB  | Rabobank                |
| 81-88   | LIQ  | Liquigas                |
| 91-98   | COF  | Cofidis                 |
| 101-108 | MRM  | Team Milram             |
| 111-118 | SKS  | Skil-Shimano            |

| N.      | Cod. | Squadra                      |
| ------- | ---- | ---------------------------- |
| 121-128 | ALM  | AG2R La Mondiale             |
| 131-138 | BBO  | Bbox Bouygues Telecom        |
| 141-148 | AGR  | Agritubel                    |
| 151-158 | CTT  | Cervélo TestTeam             |
| 161-168 | KAT  | Team Katusha                 |
| 171-178 | TVL  | Topsport Vlaanderen-Mercator |
| 181-188 | LAN  | Landbouwkrediet-Colnago      |
| 191-198 | GCE  | Caisse d'Epargne             |
| 201-208 | AST  | Astana                       |
| 211-218 | EUS  | Euskaltel-Euskadi            |
| 221-228 | VAC  | Vacansoleil Pro Cycling Team |
| 231-238 | BMC  | BMC Racing Team              |

## Resoconto degli eventi
Dopo circa 30 km si staccò una fuga composta da undici corridori, che guadagnarono fino a tre minuti di vantaggio, affrontando in testa i primi settori in pavé dei 27 totali previsti lungo il percorso. Furono ripresi a 60 chilometri dal traguardo.
All'uscita dal settore della foresta di Arenberg, vi era ancora un ampio gruppo. I favoriti superarono indenni questo settore e la corsa si decise nella porzione selettiva dei Mons-en-Pévèle, a 45 km dall'arrivo. Un gruppo formato da sei corridori si staccò. Tom Boonen a tirare, accompagnato da Filippo Pozzato (Katusha), Thor Hushovd (Cervélo TestTeam), Juan Antonio Flecha (Rabobank), Leif Hoste e Johan Vansummeren (Silence). Si formò anche un gruppo di inseguitori di una decina di corridori, tra i quali Heinrich Haussler, Stijn Devolder e Sylvain Chavanel.
Meno rapido dei suoi avversari, Juan Antonio Flecha scatenò le ostilità ma fu ripreso e rimase vittima di una caduta che lo mise fuori gioco, coinvolgendo anche i due corridori della Silence-Lotto. Filippo Pozzato fu ritardato da un incidente, verificatosi quando Thor Hushovd piazzò uno scatto a cui rispose prontamente Tom Boonen. Nel settore in pavé del Carrefour de l'Arbre, pieno di supporters fiamminghi, Hushovd si scontrò con una bandiera pubblicitaria e cadde.
Boonen si ritrovò quindi solo a 15 km dal traguardo, resistendo al ritorno di Pozzato lanciato all'inseguimento. Boonen aumentò pian piano il suo vantaggio ed arrivò da solo al velodromo di Roubaix.

## Ordine d'arrivo (Top 10)
| Pos. | Corridore           | Squadra    | Tempo    |
| ---- | ------------------- | ---------- | -------- |
| 1    | Tom Boonen          | Quick Step | 6h15'53" |
| 2    | Filippo Pozzato     | Katusha    | a 47"    |
| 3    | Thor Hushovd        | Cervélo    | a 1'17"  |
| 4    | Leif Hoste          | Silence    | s.t.     |
| 5    | Johan Vansummeren   | Silence    | a 1'22"  |
| 6    | Juan Antonio Flecha | Rabobank   | a 2'14"  |
| 7    | Heinrich Haussler   | Cervélo    | a 3'13"  |
| 8    | Sylvain Chavanel    | Quick Step | a 3'15"  |
| 9    | Manuel Quinziato    | Liquigas   | a 5'00"  |
| 10   | Matti Breschel      | Saxo Bank  | a 5'29"  |

## Punteggi UCI
| Pos. | Corridore           | Squadra    | Punti |
| ---- | ------------------- | ---------- | ----- |
| 1    | Tom Boonen          | Quick Step | 100   |
| 2    | Filippo Pozzato     | Katusha    | 80    |
| 3    | Thor Hushovd        | Cervélo    | 70    |
| 4    | Leif Hoste          | Silence    | 60    |
| 5    | Johan Van Summeren  | Silence    | 50    |
| 6    | Juan Antonio Flecha | Rabobank   | 40    |
| 7    | Heinrich Haussler   | Cervélo    | 30    |
| 8    | Sylvain Chavanel    | Quick Step | 20    |
| 9    | Manuel Quinziato    | Liquigas   | 10    |
| 10   | Matti Breschel      | Saxo Bank  | 4     |

| Pos. | Squadra          | Punti |
| ---- | ---------------- | ----- |
| 1    | Quick Step       | 120   |
| 2    | Silence-Lotto    | 110   |
| 3    | Cervélo TestTeam | 100   |
| 4    | Team Katusha     | 80    |
| 5    | Rabobank         | 40    |
| 6    | Liquigas         | 10    |
| 7    | Team Saxo Bank   | 4     |

| Pos. | Squadra   | Punti |
| ---- | --------- | ----- |
| 1    | Belgio    | 210   |
| 2    | Italia    | 90    |
| 3    | Norvegia  | 70    |
| 4    | Spagna    | 40    |
| 5    | Germania  | 30    |
| 6    | Francia   | 20    |
| 7    | Danimarca | 4     |